# Adrian Ropotan
Adrian Ropotan (n. 8 mai 1986, Galați, România) este un jucător român de fotbal care în prezent joacă la Dinamo București. A fost de câteva ori convocat la echipa națională a României. Evoluează pe postul de mijlocaș defensiv. A crescut la juniorii clubului Dinamo București, alături de Cristian Pulhac sau Ștefan Radu, iar apoi a devenit titularul postului de închizător în echipa dinamovistă. A câștigat alături de Dinamo București titlul de campion al României în 2007. A fost transferat la Dinamo Moscova în 2009.
În 2008, la petrecerea de ziua lui Gabriel Torje, Adrian Ropotan și Cristian Pulhac au fost filmați cântând manele despre rivala Steaua. Aceștia au fost amendați cu 5000 de euro.

## Meciuri la națională
| România | România | România |
| An      | Meciuri | Goluri  |
| ------- | ------- | ------- |
| 2008    | 1       | 0       |
| 2009    | 0       | 0       |
| 2010    | 1       | 0       |
| 2011    | 3       | 0       |
| Total   | 5       | 0       |

Statistici actualizate la 30 mai 2011

## Legături xterne
- ru  Profilul lui Adrian Ropotan pe site-ul echipei Dinamo Moscova
- Profilul lui Adrian Ropotan pe romaniansoccer.ro